# Kerstin Ekengren
Kerstin Ulla Margareta Ekengren, född 11 juni 1917 i Saltsjöbaden, död 5 september 2007 i Järvsö, var en svensk textilkonstnär. 
Hon var dotter till ingenjör Erik Axel Holm och Maja Andrén samt från 1944 gift med Sture Ekengren (1918–1996). Hon var syster till Axel Holm och Stig Holm.
Ekengren studerade vid Högre konstindustriella skolan i Stockholm och under stipendieresor till Köpenhamn 1947 och Frankrike 1948. Separat ställde hon ut på Zornmuseet i Mora och Hudiksvalls museum och hon medverkade i en rad samlingsutställningar. Hennes konst består av textila handtryck, vävnader och mönster för den textila industrin. Hon var föreståndare för hemslöjden i Mora. Hennes textiler smyckar stockholmskyrkor som Norrmalmskyrkan och Flemingsbergs kyrka. Hon har samarbetat med arkitekt Tore Virke som utfört ombyggnad och restaurering av ett flertal svenska kyrkor.
Ekengren är representerad vid Nationalmuseum i Stockholm.